# GJ-20
La GJ-20 est une voie rapide urbaine en projet qui va permettre de desservir toute la zone ouest de l'agglomération de Gijón.
Elle va permettre aussi de desservir le port de la ville depuis l'autoroute A-8